# Levantamiento de Zemla
El Levantamiento de Zemla, también conocido como Intifada de Zemla o Grito de Zemla, es el nombre utilizado para referirse a los disturbios del 17 de junio de 1970, que culminaron con la muerte de entre 2 y 3 personas por las fuerzas de la Legión española en el distrito de Zemla de El Aaiún, Sahara español (hoy en día, Sahara Occidental).

## Manifestaciones
El encuentro que habían realizado en la primavera de 1970 en Tlmencén Hassan II y el presidente de Argelia y la entrevista posterior entre el rey de Marruecos y el presidente mauritano, Mojtar uld Daddah, habían despertado la alarma entre la población saharaui que deseaba un futuro sin ninguna otra tutela exterior. Algunos notables sugirieron al Gobierno general de la provincia celebrar un acto que rechazara cualquier pretensión anexionista de los países vecinos y manifestara su confianza en España, a lo que se accedió sin problemas. Pero entre tanto, había ido surgiendo un movimiento espontáneo que preconizaba la autodeterminación del territorio, si bien por vías pacíficas y de común acuerdo con España y que lideraba un tal Basiri.
Esta manifestación paralela fue organizada por líderes de la organización secreta denominada Harakat Tahrir convocaron a una manifestación para leer una petición de objetivos en respuesta a la ocupación española del Sahara Occidental. El 17 de junio de 1970, esta petición fue leída al Gobernador del Sáhara español, general José María Pérez de Lema y Tejero. 

## Disturbios
Una hora más tarde llegó el delegado gubernativo, que era el teniente coronel López Huertas acompañado por 60 elementos de la Policía Territorial; minutos después una piedra alcanza al coronel y cae al suelo. López Huertas y sus 60 escoltas se retiran y se ordena el despliegue de varios Land Rover Defender que despejaron el territorio y sitiaron el barrio de Jatarrambla quedando a 500 metros de los manifestantes, los coches fueron aproximándose lentamente y los manifestantes comenzaron a tirar piedras incesantemente. La situación se volvió descontrolada y empeoró aún más cuando López Huertas ordenó la detención de los 3 jóvenes que lideraban la manifestación (Buda Ould Ahmed Ould Hamudi, Ahmed Ould Kaid Saleh y Hussein Ould Ahl Hussein), cargar contra los manifestantes y disparar fuego al aire para asustarlos.
Los saharauis continuaron con el lanzamiento de piedras. La Policía Territorial golpeaba con palos y disparaba al aire sin éxito alguno, los saharauis consiguieron hacer retroceder y replegar a las fuerzas policiales a base de golpes con piedras y con los pocos palos que habían conseguido arrebatar a la Policía Territorial. La Policía volvió a cargar varias veces contra ellos hasta controlar la situación a pesar de que no habían conseguido disolver la manifestación tal y como pedía el teniente coronel López Huertas. Los cerca de 3000 saharauis seguían de pie a tan solo 100 metros, algunos con la cara magullada, camisetas destrozadas y otros sangrando. De los 60 policías, varios resultaron heridos. Se produce una calma tensa. Nadie sabe que va a pasar ni quién va a atacar. Finalmente, las fuerzas policiales reciben órdenes directas del delegado gubernativo en las que pide que mantengan la situación controlada hasta que informe al Mando de los sucesos. Se cierra el barrio, nadie entra ni sale hasta que llega una unidad del Tercio »Don Juan de Austria» 3º de La Legión Española comandada por el capitán Carlos Díaz Arcocha, traspasan a los policías que se encontraban cara a cara con los manifestantes saharauis.
Los saharauis se defendieron de La Legión igual que con los Policías, a base de pedradas. Los legionarios dispararon al aire, pero eso no hizo mella a los saharauis que siguieron lanzando piedras, ordenándose a las fuerzas de La Legión disparar a los manifestantes, provocando 2 muertos entre los manifestantes, según fuentes del oficiales españolas, según Harakat Tahrir 11, según Mauritania 12 y según Marruecos 10. Otras fuentes dicen que según los organizadores, 1 muerto en la manifestación y 2 más murieron tiempo después a causa de las heridas.

## Consecuencias
En los días posteriores al incidente, las fuerzas de seguridad españolas detuvieron al fundador del Harakat Tahrir Mohamed Sidi Brahim Basir y otros activistas del Harakat Tahrir, algunos de ellos pertenecientes a las Tropas Nómadas. Basiri desapareció posteriormente a su detención en 1970, según el Gobierno Español fue deportado, según los organizadores fue fusilado en un campo de dunas al oeste de El Aaiún.